# 鹰司房子
鷹司房子（たかつかさ ふさこ、1653年10月12日（承应2年八月廿一）—1712年5月19日（正德2年四月十四）），日本皇族。江戸時代灵元天皇中宮。父左大臣从一位鷹司教平、母权大納言冷泉為满之女。異母兄弟关白鷹司房輔、左大臣九条兼晴、德川綱吉室浄光院信子。女院号新上西門院房子。
宽文9年（1669年）十一月廿一，入宫成为1岁年少灵元天皇的女御。万治4年（1661年）八月廿三生下荣子内亲王。天和2年（1682年）十二月初七准三后宣下，翌年二月十四冊立为中宮。灵元天皇在貞享4年（1687年）三月廿一让位给朝仁親王（東山天皇）。同年三月廿五房子得新上西門院的女院号之宣下。元禄8年（1695年）7月，幕府贈所領千石。正德2年（1712年）四月十四驾崩。墓所为京都府京都市東山区今熊野泉山町・月輪陵。